# Gustav Kraemer (Architekt)

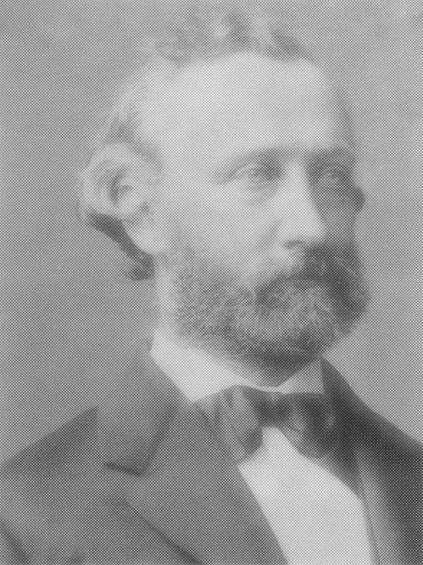
Gustav Kraemer

Gustav Kraemer (* 18. November 1828 in Berlin; † 16. Januar 1890 in Essen) war ein deutscher Architekt, Regierungsbaumeister und Leiter des Kruppschen Baubüros.

## Leben und Wirken
Das im 19. Jahrhundert stark expandierende Familienunternehmen Krupp, das 1903 zur Friedrich Krupp AG wurde, ist heute in Thyssenkrupp aufgegangen.
Gustav Kraemer wurde am 15. Februar 1863 Vorsteher des Kruppschen Baubüros, und damit Nachfolger des seit der Gründung des Baubüros 1861 bestehenden Leiters Ferdinand Barchewitz. Barchewitz, der zuletzt die Meisterhäuser als Beginn des kruppschen Wohnungsbaus errichtete, unterstand ab jetzt Gustav Kraemer. Der Umbau des Klosterbuschhofs, der erste Wohnsitz von Alfred Krupp im Bereich der späteren Villa Hügel, wurde von Kraemer geleitet. Von Beginn an bis 1871 war Kraemer leitender Baumeister der Villa Hügel. Jetzt folgte die Errichtung des eigenen Baubüros Hügel, das ab Februar 1871 unter der Leitung von Julius Rasch stand. Damit war Kraemer von seiner Tätigkeit als leitender Baumeister entbunden.
Kraemer blieb bis zu seinem Tode Ressortchef des Werksbaubüros. Unter seiner Leitung entwickelte sich der kruppsche Wohnungsbau mit den Arbeiterkolonien Alt- und Neu-Westend, Nordhof, Baumhof, Schederhof und Kronenberg. Der zweite Bauabschnitt der Kolonie Baumhof begann 1890 und war damit Kraemers letztes Werk. Sein Nachfolger wurde Robert Schmohl, der den Wohnungsbau in neuem Maßstab unter Friedrich Alfred Krupp weiterführte.